# 基南斯維爾鎮區 (北卡羅萊納州杜普林縣)
基南斯維爾鎮區（英語：Kenansville Township）是位於美國北卡羅萊納州杜普林縣的一個鎮區。

## 地方資料
基南斯維爾鎮區的面積為278.16平方千米，皆為陸地。根據2020年美國人口普查的數據，當地共有人口5210人，而人口密度為每平方千米18.73人。